# Encrucijada
Encrucijada – miasto na Kubie, w prowincji Villa Clara. W 2004 r. miasto to zamieszkiwało 33 641 osób.